# Ronde van Frankrijk 2022
De 109e editie van de Ronde van Frankrijk werd verreden van 1 tot en met 24 juli 2022. Er waren niet twee, maar drie rustdagen, dit omdat de Tourkaravaan na het openingsweekend in Denemarken de overstap naar Noord-Frankrijk moest maken.

## Tourstart
De start van de Ronde van Frankrijk was aanvankelijk voor 2021 gepland in Kopenhagen. Door het verplaatste Europees kampioenschap voetbal dat eveneens in 2021 deels in Kopenhagen plaatsvond, werd besloten om de Grand Départ in Denemarken te verschuiven naar 2022.
Het was de eerste keer dat Kopenhagen als startplaats van de Ronde van Frankrijk fungeerde; tevens was het de noordelijkste plaats waar de Ronde ooit is gestart. De eerste drie etappes vonden plaats in Denemarken; na een tijdrit in Kopenhagen volgden er nog een rit op de eilanden Seeland en Funen en een rit in Jutland op het Deense vasteland.

## Deelnemende ploegen
Er namen 22 ploegen deel: de achttien World Tour-ploegen plus de startgerechtigde teams  Alpecin-Deceuninck en Arkéa-Samsic (op basis van hun eindklasseringen in de UCI ProSeries van 2021) en de Franse teams B&B Hotels - KTM en Team TotalEnergies.

## Etappe-overzicht
| Datum   | Etappe                                     | Start – Finish                                   | Afstand (in km)                            | Type                                       | Winnaar                                    | Ploeg                                      | Klassementsleider                          |
| ------- | ------------------------------------------ | ------------------------------------------------ | ------------------------------------------ | ------------------------------------------ | ------------------------------------------ | ------------------------------------------ | ------------------------------------------ |
| 1 juli  | 1                                          | Kopenhagen – Kopenhagen                          | 13                                         | Individuele tijdrit                        | Yves Lampaert                              | Quick Step-Alpha Vinyl                     | Yves Lampaert                              |
| 2 juli  | 2                                          | Roskilde – Nyborg                                | 199                                        | Vlakke rit                                 | Fabio Jakobsen                             | Quick Step-Alpha Vinyl                     | Wout van Aert                              |
| 3 juli  | 3                                          | Vejle – Sønderborg                               | 182                                        | Vlakke rit                                 | Dylan Groenewegen                          | Team BikeExchange Jayco                    | Wout van Aert                              |
| 4 juli  | Verplaatsing van Denemarken naar Frankrijk | Verplaatsing van Denemarken naar Frankrijk       | Verplaatsing van Denemarken naar Frankrijk | Verplaatsing van Denemarken naar Frankrijk | Verplaatsing van Denemarken naar Frankrijk | Verplaatsing van Denemarken naar Frankrijk | Verplaatsing van Denemarken naar Frankrijk |
| 5 juli  | 4                                          | Duinkerke – Calais                               | 172                                        | Heuvelrit                                  | Wout van Aert                              | Team Jumbo-Visma                           | Wout van Aert                              |
| 6 juli  | 5                                          | Rijsel – Arenberg Porte du Hainaut               | 155                                        | Vlakke rit                                 | Simon Clarke                               | Israel-Premier Tech                        | Wout van Aert                              |
| 7 juli  | 6                                          | Binche – Longwy                                  | 220                                        | Heuvelrit                                  | Tadej Pogačar                              | UAE Team Emirates                          | Tadej Pogačar                              |
| 8 juli  | 7                                          | Tomblaine – La Super Planche des Belles Filles   | 176                                        | Bergrit                                    | Tadej Pogačar                              | UAE Team Emirates                          | Tadej Pogačar                              |
| 9 juli  | 8                                          | Dole – Lausanne                                  | 184                                        | Heuvelrit                                  | Wout van Aert                              | Team Jumbo-Visma                           | Tadej Pogačar                              |
| 10 juli | 9                                          | Aigle – Châtel Les Portes du Soleil              | 183                                        | Bergrit                                    | Bob Jungels                                | Frankrijk AG2R-Citroën                     | Tadej Pogačar                              |
| 11 juli | Rustdag in Morzine                         | Rustdag in Morzine                               | Rustdag in Morzine                         | Rustdag in Morzine                         | Rustdag in Morzine                         | Rustdag in Morzine                         | Rustdag in Morzine                         |
| 12 juli | 10                                         | Morzine – Megève                                 | 148                                        | Heuvelrit                                  | Magnus Cort                                | EF Education-EasyPost                      | Tadej Pogačar                              |
| 13 juli | 11                                         | Albertville – Col du Granon                      | 149                                        | Bergrit                                    | Jonas Vingegaard                           | Team Jumbo-Visma                           | Jonas Vingegaard                           |
| 14 juli | 12                                         | Briançon – Alpe d'Huez                           | 166                                        | Bergrit                                    | Tom Pidcock                                | INEOS Grenadiers                           | Jonas Vingegaard                           |
| 15 juli | 13                                         | Bourg-d'Oisans – Saint-Étienne                   | 193                                        | Heuvelrit                                  | Mads Pedersen                              | Trek-Segafredo                             | Jonas Vingegaard                           |
| 16 juli | 14                                         | Saint-Étienne – Mende                            | 195                                        | Heuvelrit                                  | Michael Matthews                           | Team BikeExchange Jayco                    | Jonas Vingegaard                           |
| 17 juli | 15                                         | Rodez – Carcassonne                              | 200                                        | Vlakke rit                                 | Jasper Philipsen                           | Alpecin-Deceuninck                         | Jonas Vingegaard                           |
| 18 juli | Rustdag in Carcassonne                     | Rustdag in Carcassonne                           | Rustdag in Carcassonne                     | Rustdag in Carcassonne                     | Rustdag in Carcassonne                     | Rustdag in Carcassonne                     | Rustdag in Carcassonne                     |
| 19 juli | 16                                         | Carcassonne – Foix                               | 179                                        | Heuvelrit                                  | Hugo Houle                                 | Israel-Premier Tech                        | Jonas Vingegaard                           |
| 20 juli | 17                                         | Saint-Gaudens – Peyragudes                       | 130                                        | Bergrit                                    | Tadej Pogačar                              | UAE Team Emirates                          | Jonas Vingegaard                           |
| 21 juli | 18                                         | Lourdes – Hautacam                               | 143                                        | Bergrit                                    | Jonas Vingegaard                           | Team Jumbo-Visma                           | Jonas Vingegaard                           |
| 22 juli | 19                                         | Castelnau-Magnoac – Cahors                       | 189                                        | Vlakke rit                                 | Christophe Laporte                         | Team Jumbo-Visma                           | Jonas Vingegaard                           |
| 23 juli | 20                                         | Lacapelle-Marival – Rocamadour                   | 40                                         | Individuele tijdrit                        | Wout van Aert                              | Team Jumbo-Visma                           | Jonas Vingegaard                           |
| 24 juli | 21                                         | Paris La Défense Arena – Parijs (Champs Élysées) | 112                                        | Vlakke rit                                 | Jasper Philipsen                           | Alpecin-Deceuninck                         | Jonas Vingegaard                           |
| Datum   | Etappe                                     | Start – Finish                                   | Afstand (in km)                            | Type                                       | Winnaar                                    | Ploeg                                      | Klassementsleider                          |

## Klassementsleiders na elke etappe
| Etappe 0       | Winnaar            | Algemeen klassement | Puntenklassement | Bergklassement     | Jongerenklassement | Ploegenklassement | Strijdlust        |
| -------------- | ------------------ | ------------------- | ---------------- | ------------------ | ------------------ | ----------------- | ----------------- |
| 1              | Yves Lampaert      | Yves Lampaert       | Yves Lampaert 1  | Niet uitgereikt    | Tadej Pogačar 3    | Team Jumbo-Visma  | Niet uitgereikt   |
| 2              | Fabio Jakobsen     | Wout van Aert       | Wout van Aert 2  | Magnus Cort        | Tadej Pogačar 3    | Team Jumbo-Visma  | Sven Erik Bystrøm |
| 3              | Dylan Groenewegen  | Wout van Aert       | Wout van Aert 2  | Magnus Cort        | Tadej Pogačar 3    | Team Jumbo-Visma  | Magnus Cort       |
| 4              | Wout van Aert      | Wout van Aert       | Wout van Aert 2  | Magnus Cort        | Tadej Pogačar 3    | Team Jumbo-Visma  | Anthony Perez     |
| 5              | Simon Clarke       | Wout van Aert       | Wout van Aert 2  | Magnus Cort        | Tadej Pogačar 3    | INEOS Grenadiers  | Magnus Cort       |
| 6              | Tadej Pogačar      | Tadej Pogačar       | Wout van Aert 2  | Magnus Cort        | Tadej Pogačar 3    | INEOS Grenadiers  | Wout van Aert     |
| 7              | Tadej Pogačar      | Tadej Pogačar       | Wout van Aert 2  | Magnus Cort        | Tadej Pogačar 3    | INEOS Grenadiers  | Simon Geschke     |
| 8              | Wout van Aert      | Tadej Pogačar       | Wout van Aert 2  | Magnus Cort        | Tadej Pogačar 3    | INEOS Grenadiers  | Mattia Cattaneo   |
| 9              | Bob Jungels        | Tadej Pogačar       | Wout van Aert 2  | Simon Geschke      | Tadej Pogačar 3    | INEOS Grenadiers  | Thibaut Pinot     |
| 10             | Magnus Cort        | Tadej Pogačar       | Wout van Aert 2  | Simon Geschke      | Tadej Pogačar 3    | INEOS Grenadiers  | Alberto Bettiol   |
| 11             | Jonas Vingegaard   | Jonas Vingegaard    | Wout van Aert 2  | Simon Geschke      | Tadej Pogačar 3    | INEOS Grenadiers  | Warren Barguil    |
| 12             | Tom Pidcock        | Jonas Vingegaard    | Wout van Aert 2  | Simon Geschke      | Tadej Pogačar 3    | INEOS Grenadiers  | Tom Pidcock       |
| 13             | Mads Pedersen      | Jonas Vingegaard    | Wout van Aert 2  | Simon Geschke      | Tadej Pogačar 3    | INEOS Grenadiers  | Mads Pedersen     |
| 14             | Michael Matthews   | Jonas Vingegaard    | Wout van Aert 2  | Simon Geschke      | Tadej Pogačar 3    | INEOS Grenadiers  | Michael Matthews  |
| 15             | Jasper Philipsen   | Jonas Vingegaard    | Wout van Aert 2  | Simon Geschke      | Tadej Pogačar 3    | INEOS Grenadiers  | Nils Politt       |
| 16             | Hugo Houle         | Jonas Vingegaard    | Wout van Aert 2  | Simon Geschke      | Tadej Pogačar 3    | INEOS Grenadiers  | Hugo Houle        |
| 17             | Tadej Pogačar      | Jonas Vingegaard    | Wout van Aert 2  | Simon Geschke      | Tadej Pogačar 3    | INEOS Grenadiers  | Brandon McNulty   |
| 18             | Jonas Vingegaard   | Jonas Vingegaard    | Wout van Aert 2  | Jonas Vingegaard 4 | Tadej Pogačar 3    | INEOS Grenadiers  | Wout van Aert     |
| 19             | Christophe Laporte | Jonas Vingegaard    | Wout van Aert 2  | Jonas Vingegaard 4 | Tadej Pogačar 3    | INEOS Grenadiers  | Quinn Simmons     |
| 20             | Wout van Aert      | Jonas Vingegaard    | Wout van Aert 2  | Jonas Vingegaard 4 | Tadej Pogačar 3    | INEOS Grenadiers  | Niet uitgereikt   |
| 21             | Jasper Philipsen   | Jonas Vingegaard    | Wout van Aert 2  | Jonas Vingegaard 4 | Tadej Pogačar 3    | INEOS Grenadiers  | Niet uitgereikt   |
| Eindklassement | Eindklassement     | Jonas Vingegaard    | Wout van Aert    | Jonas Vingegaard   | Tadej Pogačar      | INEOS Grenadiers  | Wout van Aert     |

- 1 De groene trui werd in de tweede etappe gedragen door Wout van Aert, tweede in het puntenklassement na geletruidrager Yves Lampaert.
- 2 De groene trui werd in de derde t/m de zesde etappe gedragen door Fabio Jakobsen, tweede in het puntenklassement na geletruidrager Wout van Aert.
- 3 De witte trui werd in de zevende t/m de elfde etappe gedragen door Tom Pidcock, tweede in het jongerenklassement na geletruidrager Tadej Pogačar.
- 4 De bolletjestrui werd in de negentiende t/m de eenentwintigste etappe gedragen door Simon Geschke, tweede in het bergklassement na geletruidrager Jonas Vingegaard.

## Eindklassementen

### Algemeen klassement
| Plaats    | Naam              | Ploeg                              | Tijd       |
| --------- | ----------------- | ---------------------------------- | ---------- |
| Gele trui | Jonas Vingegaard  | Team Jumbo-Visma                   | 79u33'20"  |
| 2         | Tadej Pogačar     | UAE Team Emirates                  | + 2'43"    |
| 3         | Geraint Thomas    | INEOS Grenadiers                   | + 7'22"    |
| 4         | David Gaudu       | Groupama-FDJ                       | + 13'39"   |
| 5         | Aleksandr Vlasov  | BORA-hansgrohe                     | + 15'46"   |
| 6         | Nairo Quintana    | Arkéa Samsic                       | + 16'33"   |
| 7         | Romain Bardet     | Team DSM                           | + 18'11"   |
| 8         | Louis Meintjes    | Intermarché-Wanty-Gobert Matériaux | + 18'44"   |
| 9         | Aleksej Loetsenko | Astana Qazaqstan                   | + 22'56"   |
| 10        | Adam Yates        | INEOS Grenadiers                   | + 24'52"   |
|           |                   |                                    |            |
| 19        | Dylan Teuns       | Bahrain-Victorious                 | + 1u11'30" |
| 25        | Bauke Mollema     | Trek-Segafredo                     | + 1u45'57" |

### Nevenklassementen
| Puntenklassement |                  |                        |        |
| Plaats           | Naam             | Ploeg                  | Punten |
| Groene trui      | Wout van Aert    | Team Jumbo-Visma       | 480    |
| 2                | Jasper Philipsen | Alpecin-Deceuninck     | 286    |
| 3                | Tadej Pogačar    | UAE Team Emirates      | 250    |
|                  |                  |                        |        |
| 5                | Fabio Jakobsen   | Quick Step-Alpha Vinyl | 159    |

| Bergklassement |                  |                  |        |
| Plaats         | Naam             | Ploeg            | Punten |
| Bolletjestrui  | Jonas Vingegaard | Team Jumbo-Visma | 72     |
| 2              | Simon Geschke    | Cofidis          | 65     |
| 3              | Giulio Ciccone   | Trek-Segafredo   | 61     |
|                |                  |                  |        |
| 5              | Wout van Aert    | Team Jumbo-Visma | 59     |
| 52             | Dylan van Baarle | INEOS Grenadiers | 1      |

| Jongerenklassement |                 |                   |            |
| Plaats             | Naam            | Ploeg             | Tijd       |
| Witte trui         | Tadej Pogačar   | UAE Team Emirates | 79u36'03"  |
| 2                  | Tom Pidcock     | INEOS Grenadiers  | + 58'32"   |
| 3                  | Brandon McNulty | UAE Team Emirates | + 1u28'36" |
|                    |                 |                   |            |
| 10                 | Stan Dewulf     | AG2R-Citroën      | + 3u26'35" |
| 23                 | Nils Eekhoff    | Team DSM          | + 4u40'03" |

| Ploegenklassement |                                    |            |
| Plaats            | Ploeg                              | Tijd       |
|                   | INEOS Grenadiers                   | 239u03'03" |
| 2                 | Groupama-FDJ                       | + 37'33"   |
| 3                 | Team Jumbo-Visma                   | + 44'54"   |
|                   |                                    |            |
| 14                | Intermarché-Wanty-Gobert Matériaux | + 4u21'37" |

1e etappe ·
2e etappe ·
3e etappe ·
4e etappe ·
5e etappe ·
6e etappe ·
7e etappe ·
8e etappe ·
9e etappe ·
10e etappe ·
11e etappe ·
12e etappe ·
13e etappe ·
14e etappe ·
15e etappe ·
16e etappe ·
17e etappe ·
18e etappe ·
19e etappe ·
20e etappe ·
21e etappe
Startlijst · Eindstanden · Afbeeldingen
 winnaars gele trui · 
 puntenklassement · 
 bergklassement · 
 jongerenklassement · 
 tussensprintklassement · 
 combinatieklassement · 
 ploegenklassement · 
 strijdlust · 
rode lantaarn
records · meeste deelnames · ranglijst etappewinnaars · bekende beklimmingen · valpartijen · dopinggevallen · Grand Départ · Souvenir Henri Desgrange
1903 · 
1904 · 
1905 · 
1906 · 
1907 · 
1908 · 
1909 · 
1910 · 
1911 · 
1912 · 
1913 · 
1914 ·
1915 ·
1916 ·
1917 ·
1918 · 
1919 · 
1920 · 
1921 · 
1922 · 
1923 · 
1924 · 
1925 · 
1926 · 
1927 · 
1928 · 
1929 · 
1930 · 
1931 · 
1932 · 
1933 · 
1934 · 
1935 · 
1936 · 
1937 · 
1938 · 
1939 · 
1940 ·
1941 ·
1942 ·
1943 ·
1944 ·
1945 ·
1946 ·
1947 · 
1948 · 
1949 · 
1950 · 
1951 · 
1952 · 
1953 · 
1954 · 
1955 · 
1956 · 
1957 · 
1958 · 
1959 · 
1960 · 
1961 · 
1962 · 
1963 · 
1964 · 
1965 · 
1966 · 
1967 · 
1968 · 
1969 · 
1970 · 
1971 · 
1972 · 
1973 · 
1974 · 
1975 · 
1976 · 
1977 · 
1978 · 
1979 · 
1980 · 
1981 · 
1982 · 
1983 · 
1984 · 
1985 · 
1986 · 
1987 · 
1988 · 
1989 · 
1990 · 
1991 · 
1992 · 
1993 · 
1994 · 
1995 · 
1996 · 
1997 · 
1998 · 
1999 · 
2000 · 
2001 · 
2002 · 
2003 · 
2004 · 
2005 · 
2006 · 
2007 · 
2008 · 
2009 · 
2010 · 
2011 · 
2012 · 
2013 · 
2014 · 
2015 · 
2016 · 
2017 · 
2018 · 
2019 ·
2020 · 
2021 · 
2022 · 
2023 · 
2024 · 
2025
Ronde van de Verenigde Arabische Emiraten ·
Omloop Het Nieuwsblad ·
Strade Bianche ·
Parijs-Nice · 
Tirreno-Adriatico · 
Milaan-San Remo ·
Ronde van Catalonië ·
Driedaagse Brugge-De Panne ·
E3 Saxo Bank Classic ·
Gent-Wevelgem ·
Dwars door Vlaanderen ·
Ronde van Vlaanderen ·
Ronde van het Baskenland ·
Amstel Gold Race ·
Parijs-Roubaix ·
Waalse Pijl ·
Luik-Bastenaken-Luik ·
Ronde van Romandië ·
Eschborn-Frankfurt ·
Ronde van Italië ·
Critérium du Dauphiné ·
Ronde van Zwitserland ·
Ronde van Frankrijk ·
Clásica San Sebastián ·
Ronde van Polen ·
BEMER Cyclassics ·
Bretagne Classic ·
Benelux Tour ·
Ronde van Spanje ·
GP van Quebec · 
GP van Montreal · 
Ronde van Lombardije ·
Ronde van Guangxi ·